# 鍋島駅
鍋島駅（なべしまえき）は、佐賀県佐賀市鍋島町大字八戸溝及び大字八戸にある、九州旅客鉄道（JR九州）・日本貨物鉄道（JR貨物）長崎本線の駅である。久保田駅から乗入れる唐津線列車も利用可能である。

## 歴史
- 1926年（大正15年）10月1日：鉄道省の鍋島信号場（なべしましんごうじょう）として開設[3]。
- 1930年（昭和5年）7月7日：鍋島駅（なべしまえき）に昇格[2]。
- 1962年（昭和37年）2月15日：貨物取扱廃止[3]。
- 1974年（昭和49年）3月5日：業務委託駅化[4][5]。
- 1976年（昭和51年）2月19日：佐賀駅高架化に伴い同駅の貨物設備を移設[3]。
- 1986年（昭和61年）11月1日：荷物扱い廃止[3]。
- 1987年（昭和62年）4月1日：国鉄分割民営化に伴い、JR九州・JR貨物の駅となる[3]。
- 1996年（平成8年）3月16日：有田駅との間でトラック便運行開始。
- 2000年（平成12年）頃：長崎駅との間でトラック便運行開始。
- 2002年（平成14年）：駅舎改築[1]。
- 2022年（令和4年）
  - 3月11日：切符売り場の営業を終了[6]。
  - 3月12日：無人駅化[6]。
- 2024年（令和6年）10月3日：長崎本線（佐賀駅 - 江北駅間）でICカード「SUGOCA」の利用を開始[7][8]。

## 駅構造
単式ホーム1面1線と島式ホーム1面2線、計2面3線を有する地上駅。互いのホームは跨線橋で連絡している。下り列車が発着する島式ホームにある3番のりばは、一部の唐津線直通列車や荷役繁忙期に貨物列車が使用する。かつては多客期に運転される佐賀駅発着の臨時特急「かもめ」の折り返しにも使用されていた。かつて2番乗り場下り側には、荷物列車用行止まりホームが存在したが、国鉄末期の小荷物取扱廃止により跨線橋の荷役用エレベータと共に撤去された。なお、駅舎の久保田寄りに離接する当時の小荷物扱窓口のある建物は、国鉄時代の看板が付いたまま長らく現存していたが、2011年に解体された。北側の単式ホームに接して駅舎があり、両ホームは屋根付跨線橋で連絡している。国鉄時代の駅舎は小型のものに建て替えられた。

### のりば
| のりば | 路線      | 方向 | 行先                     |
| ------ | --------- | ---- | ------------------------ |
| 1      | ■長崎本線 | 上り | 佐賀・鳥栖・博多方面     |
| 1      | ■唐津線   | 上り | 佐賀行き                 |
| 2      | ■長崎本線 | 下り | 江北・肥前鹿島・早岐方面 |
| 2・3   | ■唐津線   | 下り | 唐津・西唐津方面         |

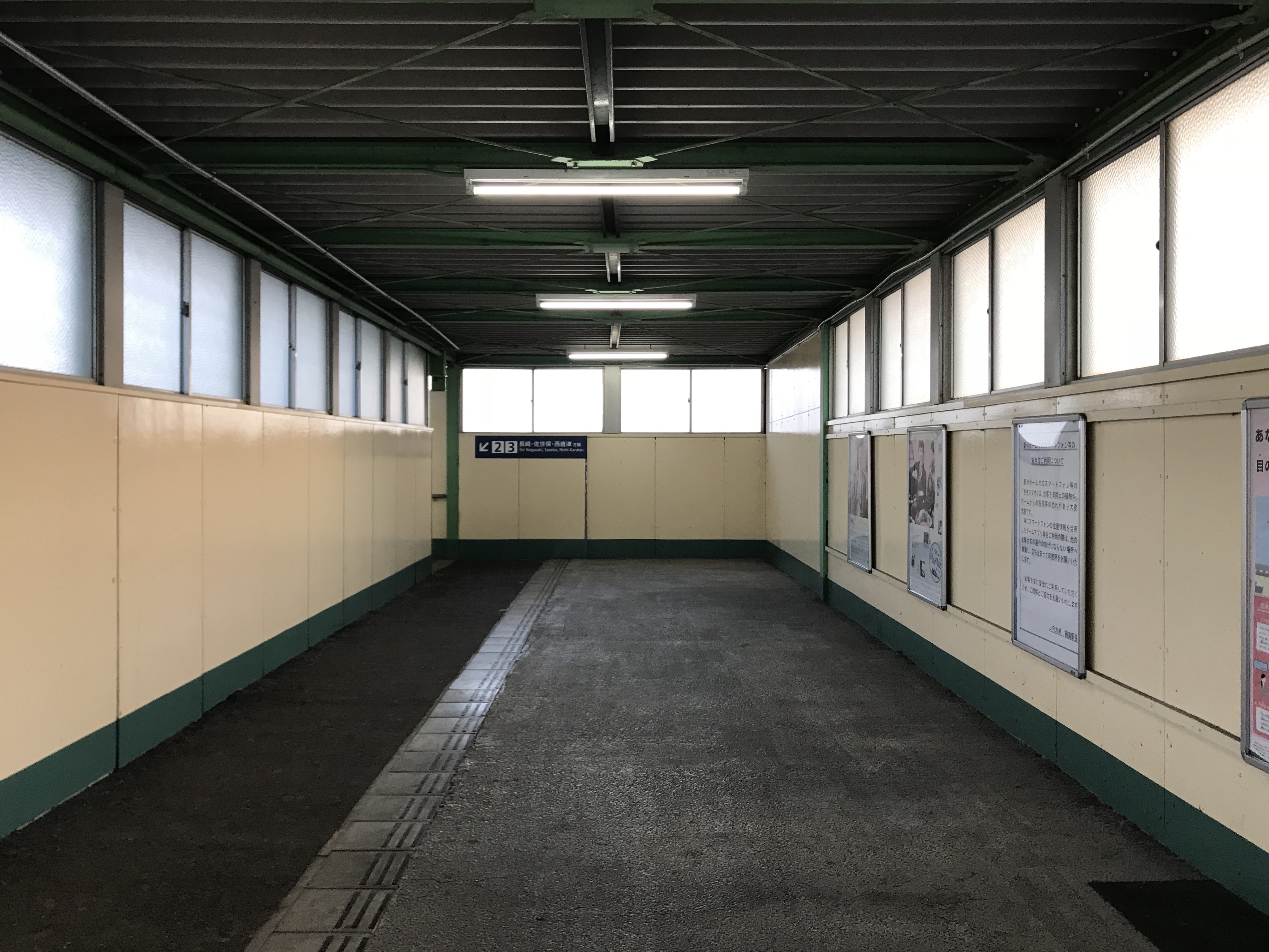
跨線橋（2017年12月）
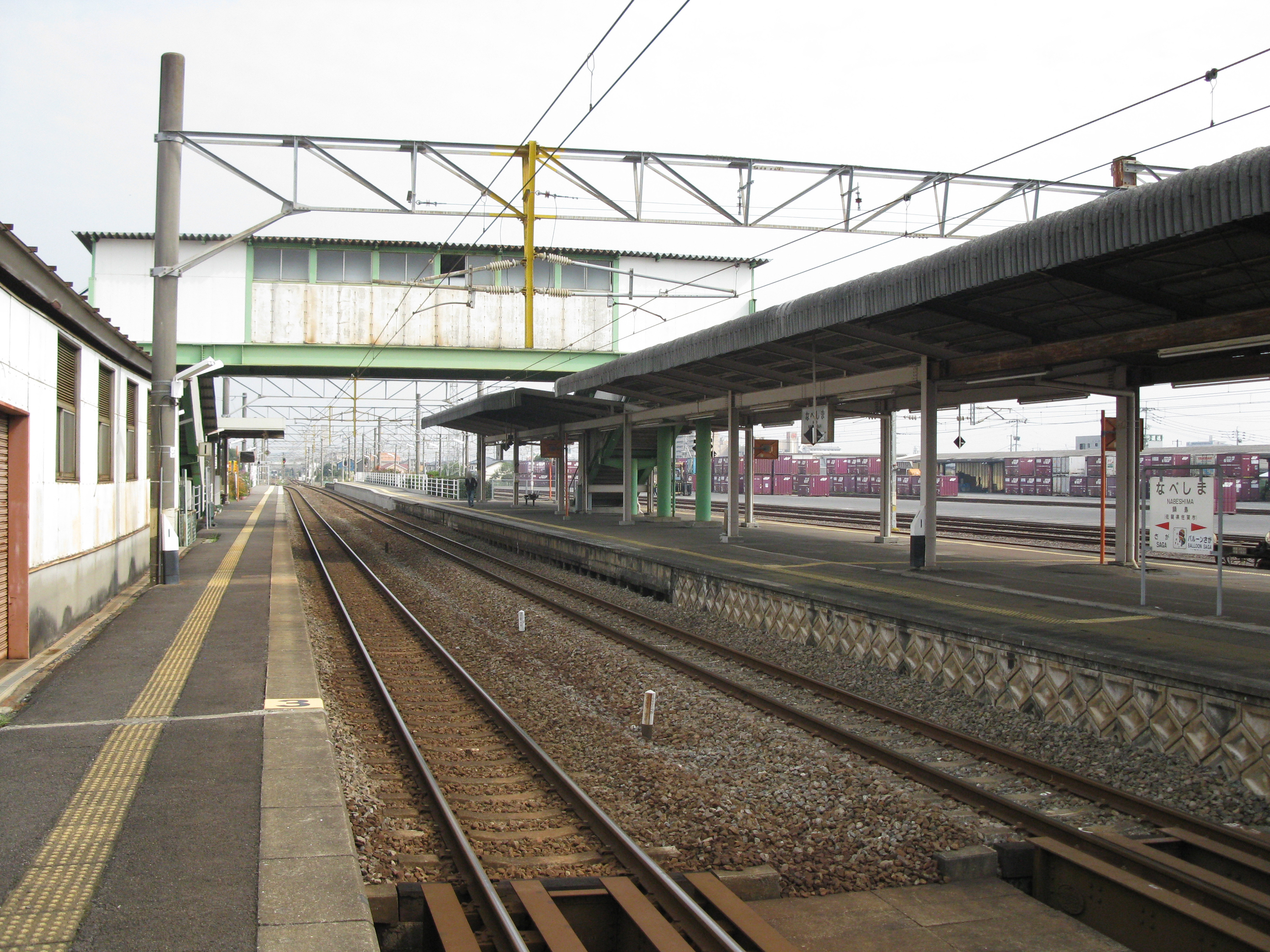
ホーム（2009年10月）
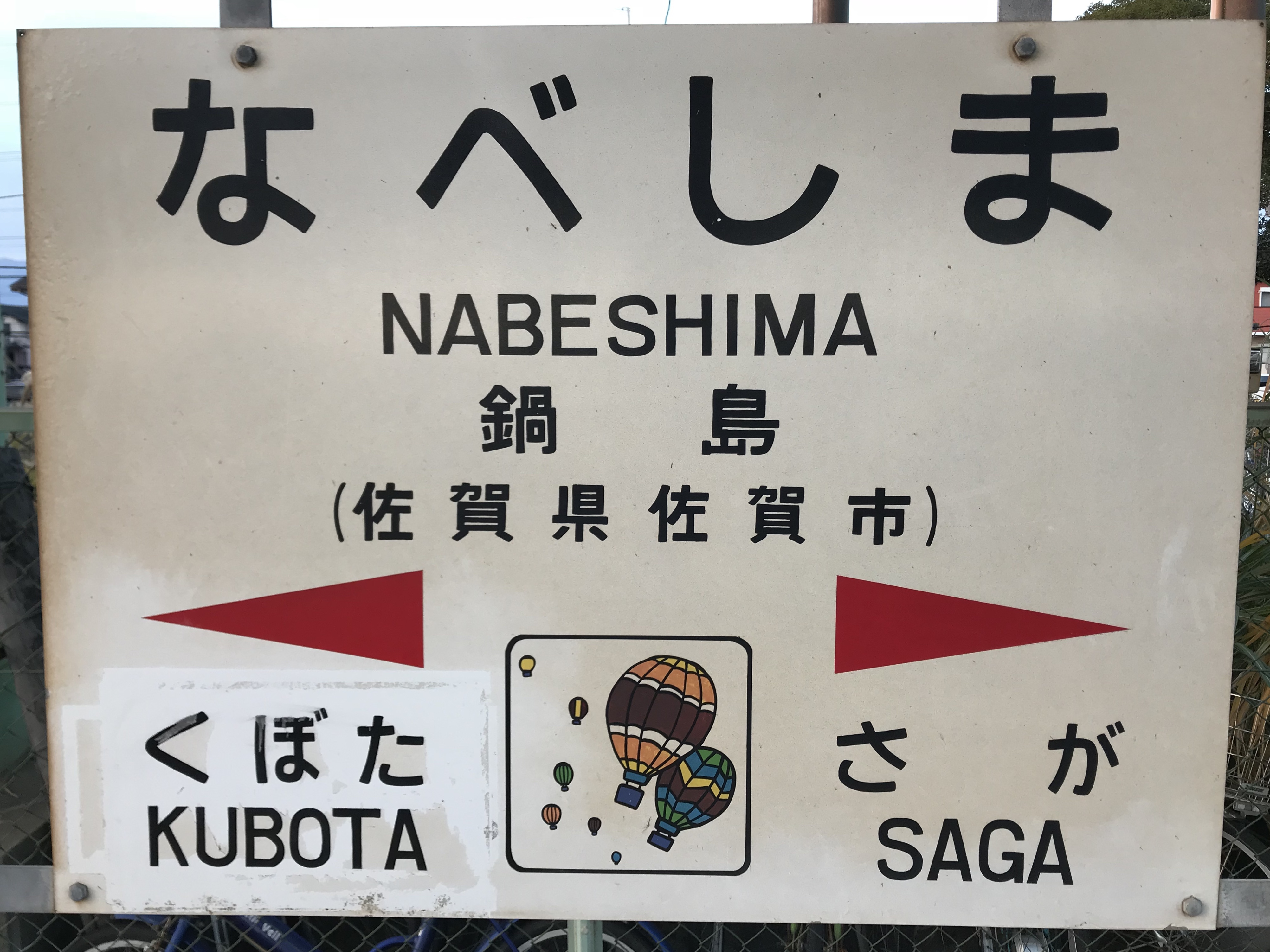
熱気球が描かれている駅名標（2017年12月）

## 貨物駅

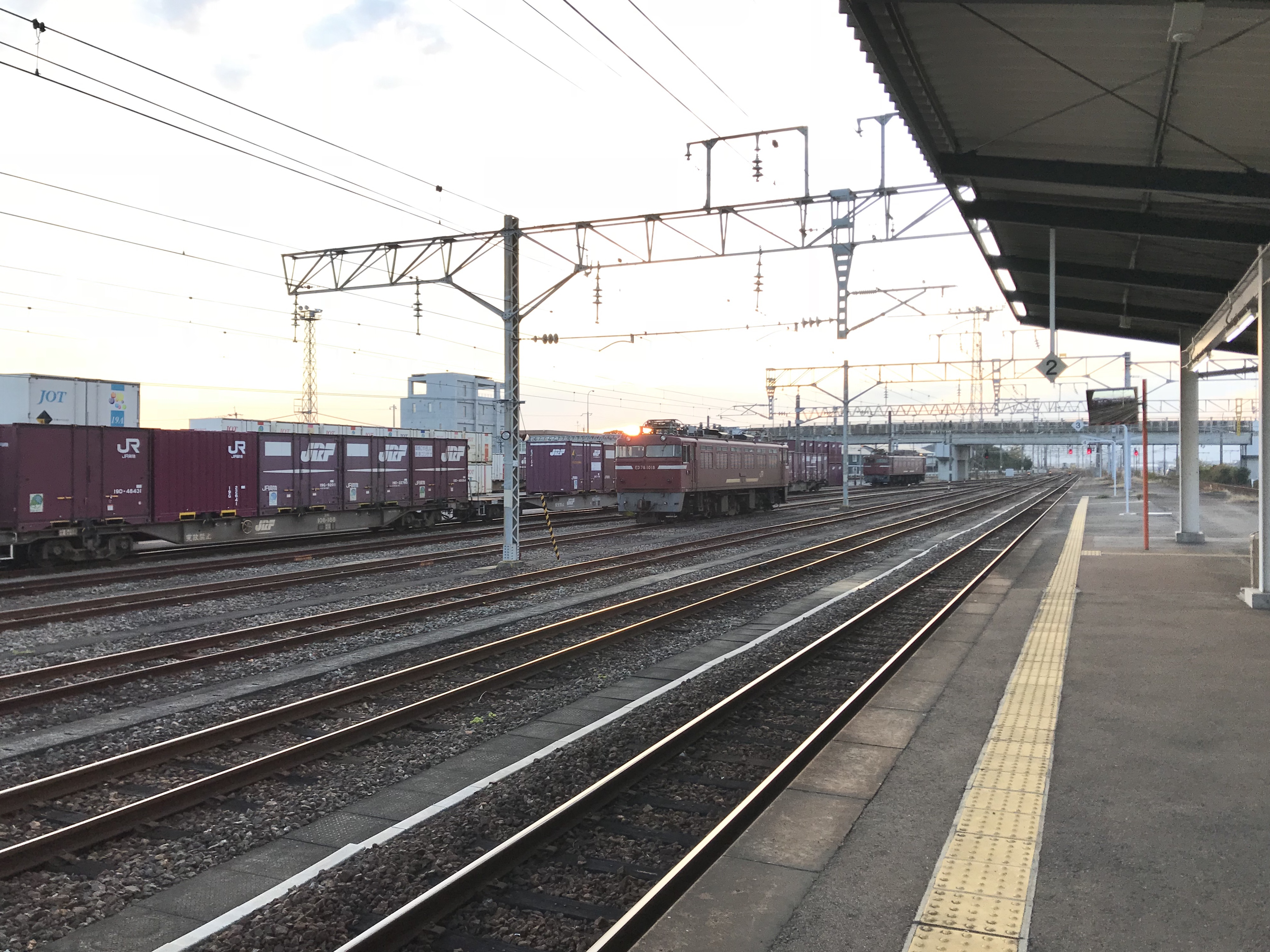
旅客ホームに隣接する貨物駅（2017年12月）

JR貨物の駅は、旅客駅南側にある。コンテナホームが2面、荷役線は2面あり、荷役線と駅の着発線は久保田駅方面に伸びる引上線を介して繋がっている。営業拠点のJR貨物佐賀営業所も設置されている。

### 取り扱う貨物の種別
- コンテナ貨物 - 12 ftコンテナ、20 ft大型コンテナを取り扱う。
- 産業廃棄物・特別産業廃棄物の取扱許可を得ている。
- 有田オフレールステーション・長崎オフレールステーションへの中継駅となっている。

### 貨物列車
2019年3月改正時点では、コンテナ車で編成された高速貨物列車が2往復（鹿児島本線福岡貨物ターミナル駅発鍋島駅行きが2本、鍋島駅発東海道本線東京貨物ターミナル駅行きが1本、鍋島駅発関西本線百済貨物ターミナル駅行きが1本）設定されている。
また、有田オフレールステーションとの間に1日17.5往復（当駅発が18本）、長崎オフレールステーションとの間に1日14往復のトラック便が設定されている。

## 利用状況
2023年（令和5年）度の1日平均乗車人員は554人である。
| 年度   | 1日平均 乗車人員 |
| ------ | ---------------- |
| 2000年 | 438              |
| 2001年 | 443              |
| 2002年 | 457              |
| 2003年 | 468              |
| 2004年 | 493              |
| 2005年 | 488              |
| 2006年 | 500              |
| 2007年 | 489              |
| 2008年 | 528              |
| 2009年 | 533              |
| 2010年 | 558              |
| 2011年 | 558              |
| 2012年 | 559              |
| 2013年 | 543              |
| 2014年 | 534              |
| 2015年 | 582              |
| 2016年 | 626              |
| 2017年 | 607              |
| 2018年 | 603              |
| 2019年 | 565              |
| 2020年 | 446              |
| 2021年 | 436              |
| 2022年 | 501              |
| 2023年 | 554              |

## 駅周辺
- 佐賀鍋島郵便局
- 佐賀県立ろう学校
- 佐賀県立佐賀北高等学校
- 佐賀県馬術練習場
- JAさが流通センター
- 大町自動車学校鍋島校
- 佐賀県道267号松尾佐賀停車場線 - 佐賀市営バス鍋島駅・医療センター線の「鍋島駅北」バス停がある（佐賀駅バスセンター・佐賀県医療センター好生館方面へ運行、駅から約200m）

## 隣の駅
九州旅客鉄道（JR九州）
■長崎本線・■唐津線（唐津線は佐賀駅 - 久保田駅間長崎本線）
■区間快速（上りのみ運転）・■普通
佐賀駅 (JH08) - 鍋島駅 - （臨）バルーンさが駅 - 久保田駅